# Itambé (Pernambuco)
Itambé es un municipio en el estado de Pernambuco, Brasil. Tiene una población estimada al 2020 de 36.471 habitantes, según el IBGE.

## Topónimo
La palabra "itambé" es de origen tupí y significa "piedra afilada", a través de la fusión de i'tá (piedra) y aim'bé (afilada).

## Historia
Las tierras donde hoy se sitúa el municipio de Itambé fueron primitivamente habitadas por los indios Kiriri. A finales del siglo XVI, comenzaron a instalarse los primeros asentamientos de portugueses y mazombos.
André Vidal de Negreiros, uno de los héroes de la expulsión de los holandeses de Pernambuco, construyó una capilla en honor a Nuestra Señora del Destierro en el lugar.
Un gran factor para el desarrollo del lugar fue la exportación de las llamadas piedras de fuego a fin de ser transformadas en pequeñas cuchillas, posteriormente utilizadas en armas de fuego.
Con la denominación de Itambé, fue creado el distrito el  6 de enero de 1789. Según otra fuente, el distrito debe su creación a la Ley Provincial 1 055, de 6 de junio de 1872. La Ley Provincial 720 del 20 de mayo de 1867 creó el Municipio de Itambé, emancipando al territorio de Goiana y Nazaré.
Por efecto del Decreto-Ley Provincial 235, de 9 de diciembre de 1938, el municipio y el distrito de Itambé fueron renombrados a També. Por ocasión del nuevo censo general de 1960, També se componía de 5 distritos: També (sede), Camutanga, Caricé, Ibiranga y Ferreiros, este último creado en 1948, con parte del distrito de Camutanga. En consonancia con las leyes provinciales 4.940 y 4 953, ambas del 20 de diciembre de 1963, fueron emancipados los distritos de Camutanga y Ferreiros.
Con la Ley Provincial 7.006 del 2 de diciembre de 1975, el municipio de També volvió a denominarse Itambé.